# John Popham (juge)
Pour les articles homonymes, voir Popham.
John Popham, né vers 1532 et mort le 10 juin 1607, est un juge et homme politique anglais. Président de la Chambre des communes puis lord juge en chef d'Angleterre, c'est également un entrepreneur colonial, finançant la fondation de la colonie Popham du Maine.

## Biographie
Issu d'une famille du Somerset, il effectue ses études au Balliol College de l'université d'Oxford, puis au Middle Temple et devient barrister (avocat plaidant). En 1558 il entre en politique comme député de Lyme Regis à la Chambre des communes du Parlement d'Angleterre. Il se consacre ensuite à sa pratique du métier d'avocat, avant de se présenter avec succès aux élections législatives de 1571 et d'être élu député cette fois de la ville de Bristol. Lors du débat sur le vote des crédits au gouvernement en avril, il prend la parole pour dénoncer les détournements de fonds publics par certains agents chargés de collecter l'impôt. La même année, il devient juge (recorder) à Bristol, fonction qu'il conserve jusqu'en 1577 environ. Il est élu une nouvelle fois député de Bristol au parlement de 1572, qui ne sera dissous qu'en 1583. En 1579, il est fait solliciteur général au gouvernement de la reine Élisabeth Ire.

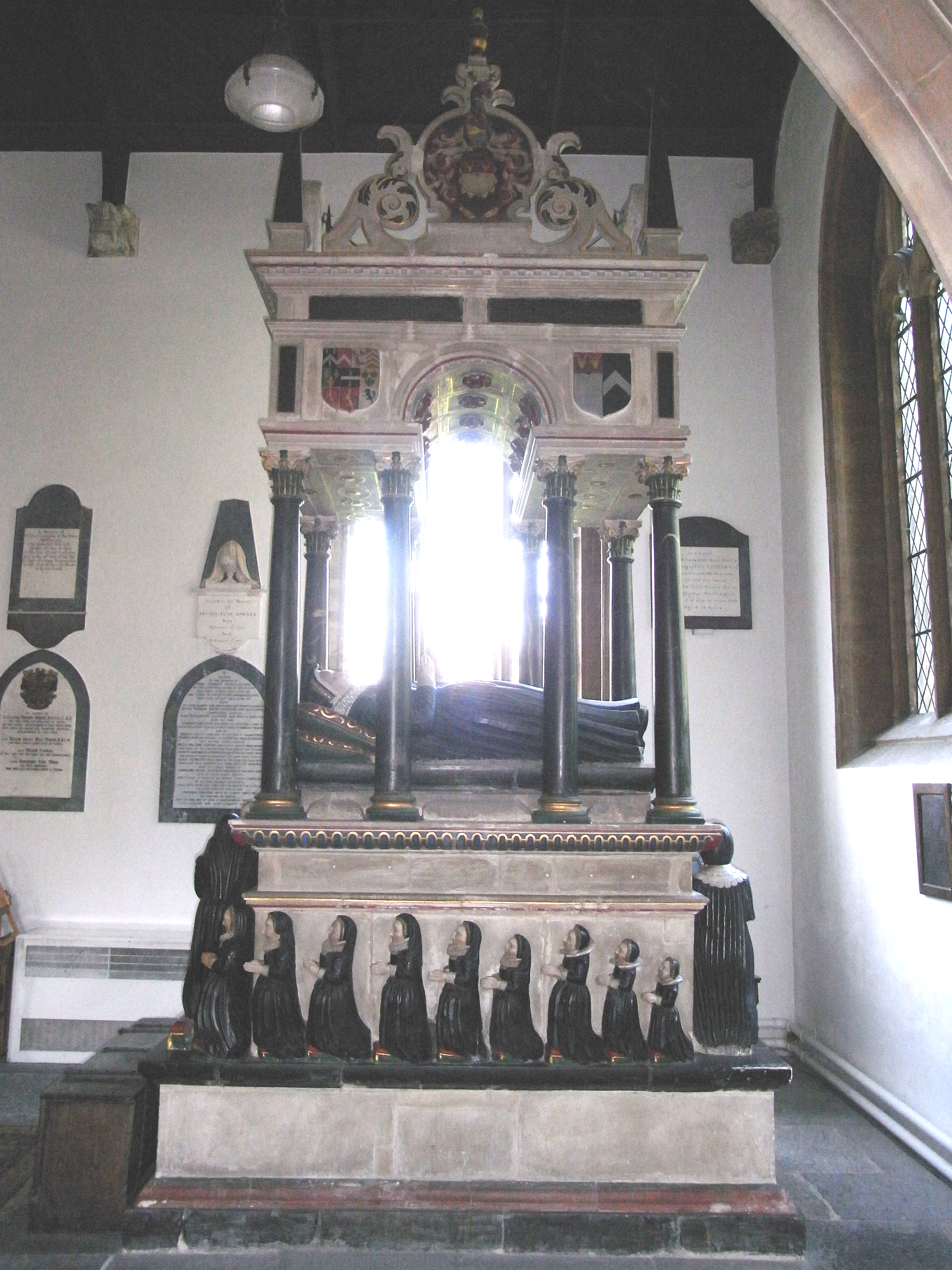
Monument tombal de Sir John Popham dans l'église de Wellington, dans le Somerset.

Le président de la Chambre des communes en exercice, Sir Robert Bell, étant mort avant la session parlementaire de 1581, les députés élisent John Popham pour lui succéder. En mars il se charge de rappeler à la reine qu'elle s'est engagée à réprimer certains abus du clergé, dont l'usage abusif d'excommunications ou encore la pratique de commuer l'obligation d'actes de pénitence en versement de sommes d'argent à l'Église. Dans le même temps, la reine le nomme procureur général, poste qu'il occupera jusqu'en 1589. En 1586, il se voit octroyer des terres dans le Munster en Irlande, dans le cadre de la politique anglaise de « plantation » de colons protestants en Irlande, et y investit une importante somme d'argent. En 1592 il est fait chevalier, et lord juge en chef de la Cour du banc de la Reine, jusqu'à sa mort. En 1599 il devient membre du Conseil privé.
En tant que lord juge en chef, il préside notamment le procès du célèbre explorateur des Amériques Sir Walter Raleigh, accusé d'avoir pris part à un complot contre le nouveau roi Jacques Ier. Reconnu coupable, Raleigh est gracié par le roi. John Popham lui-même s'intéresse aux Amériques : En 1606 puis à nouveau en 1607 il organise et finance avec Sir Ferdinando Gorges des expéditions coloniales vers l'Amérique du Nord, ayant reçu du gouvernement anglais l'autorisation d'exploiter et de gouverner pendant vingt-et-un ans la colonie du Maine, dite « colonie Popham » du nom de son neveu George Popham qui l'établit. En 1606, il préside le procès de Guy Fawkes, principale figure de la conspiration des Poudres. À sa mort en juin 1607, il a amassé une fortune conséquente, et en lègue une partie aux pauvres dans son testament, ainsi qu'à l'érection d'un hôpital à Wellington. Il est inhumé dans l'église de cette même ville,.